# Kidiliz Group
Kidiliz Group, anciennement Groupe Zannier, était un groupe français de prêt-à-porter positionné sur le marché de la mode enfantine.
Son siège social était installé à Paris tandis que son siège administratif était implanté à Saint-Chamond.
Le 1er décembre 2016, le Groupe Zannier devient Kidiliz Group.

## Historique
Le groupe Zannier a été fondé en 1962 par Roger Zannier et Josette Redon sous la forme d'un atelier artisanal de bonneterie avant de se spécialiser dans le vêtement pour enfants. 
En 1976, il commence à commercialiser ses produits via la grande distribution.
En 1983, le groupe abandonne son activité de fabrication pour se concentrer uniquement sur la distribution.  Créant la marque « Z », il ouvre des magasins de vêtements pour enfants en centre-ville à des prix abordables.  Il internationalise son expansion, notamment en s'appuyant sur le système de la franchise.
Le groupe Zannier procède ensuite à des acquisitions de marques existantes au fur et à mesure des années.  Présent sur tous les segments de marché avec une orientation plus marquée vers le haut de gamme, le groupe Zannier compte un portefeuille d’une vingtaine de marques en propre et sous licence.
Entre 1987 et 1992, le groupe sponsorise, via sa marque Z créée en 1983, l'équipe cycliste Z,.
En 2016, le groupe Zannier change de nom et devient Kidiliz Group.
En mai 2018, Kidiliz annonce être en discussions exclusives pour être acquis par Zhejiang Semir Garment, une entreprise chinoise spécialisée dans la mode enfantine,,,,.
Cette cession se concrétise en octobre et place le groupe Semir au second rang mondial après l'Américain Carter's,.
En septembre 2020, le groupe Kidiliz est en redressement judiciaire, le groupe Semir ne souhaitant pas recapitaliser le groupe déficitaire à la suite de la crise économique du Covid-19. En novembre 2020, Kidiliz est en liquidation, 7 repreneurs reprennent 500 employés sur les 2 600 que comptait le groupe.

### Principales marques exploitées en propre ou sous licence.
- 3 Pommes
- Absorba
- Alphabet
- Beckaro
- Catimini
- Chillaround
- Chipie
- Confetti
- Dim
- Esprit (marque sous licence) [19]
- G-Star (marque sous licence) [20]
- IKKS jusqu'en 2014
- Jean Bourget
- Kenzo (marque sous licence)
- Kickers jusqu'en 2007
- Kidiliz[21]
- Levi's kids (marque sous licence)
- Lili Gaufrette
- Little Marc Jacobs jusqu'en 2011
- MyfirstDressing
- Paul Smith Junior (marque sous licence)
- Z [22],[23]